# (5269) Paustovskij
(5269) Paustovskij est un astéroïde de la ceinture principale.

## Description
(5269) Paustovskij est un astéroïde de la ceinture principale. Il fut découvert le 28 septembre 1978 à Naoutchnyï par Nikolaï Tchernykh. Il présente une orbite caractérisée par un demi-grand axe de 2,22 UA, une excentricité de 0,16 et une inclinaison de 0,8° par rapport à l'écliptique.

## Compléments